# 亚罗钦
亚罗钦（德语：Jaroschin）是位于波兰中部大波兰省的一个镇，人口26,029人（2010年）。亞羅欽是亞羅欽縣的縣治，該縣自1999年起歸屬大波蘭省管轄，此前則歸屬於卡利什省。

## 歷史
亞羅欽建鎮始於1257年，由大波蘭省公爵虔誠者波列斯拉夫授予城鎮資格。該鎮位於貿易網絡要衝，從弗羅茨瓦夫往托倫、從波茲南往卡利什都會經過亞羅欽。
1793年，普魯士王國參與第二次瓜分波蘭，將亞羅欽納入南普魯士省治下。1807年至1813年，亞羅欽在拿破崙戰爭期間成為華沙公國的一部份，拿破崙戰敗後再度歸屬普魯士。亞羅欽自1815年起成為普魯士王國中的波森大公國一部份，1848年起改屬於波森省。1871年，德意志帝國成立，繼受原本普魯士的領土。
亞羅欽曾參與1918年－1919年大波蘭起義，組織波森省第一個勞工會議。隨後波蘭第二共和國成立。
1939年起，亞羅欽進入納粹統治時期，許多波蘭人與猶太人都被驅離，讓德國移民住下。二戰結束後，亞羅欽與整個波蘭都被蘇聯紅軍解放，日後成為共產主義國家波蘭人民共和國的一部份。

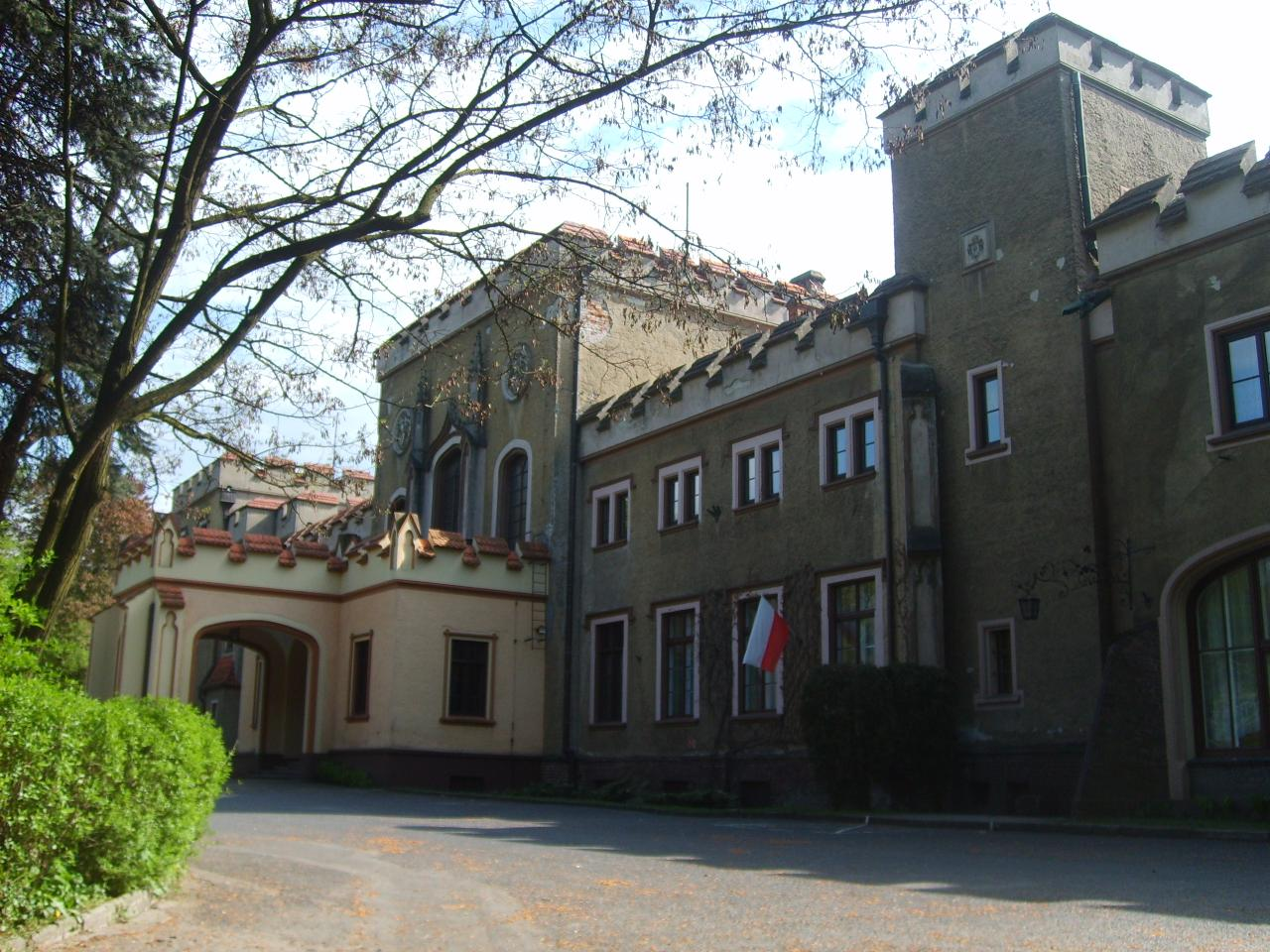
Radolinski Palace
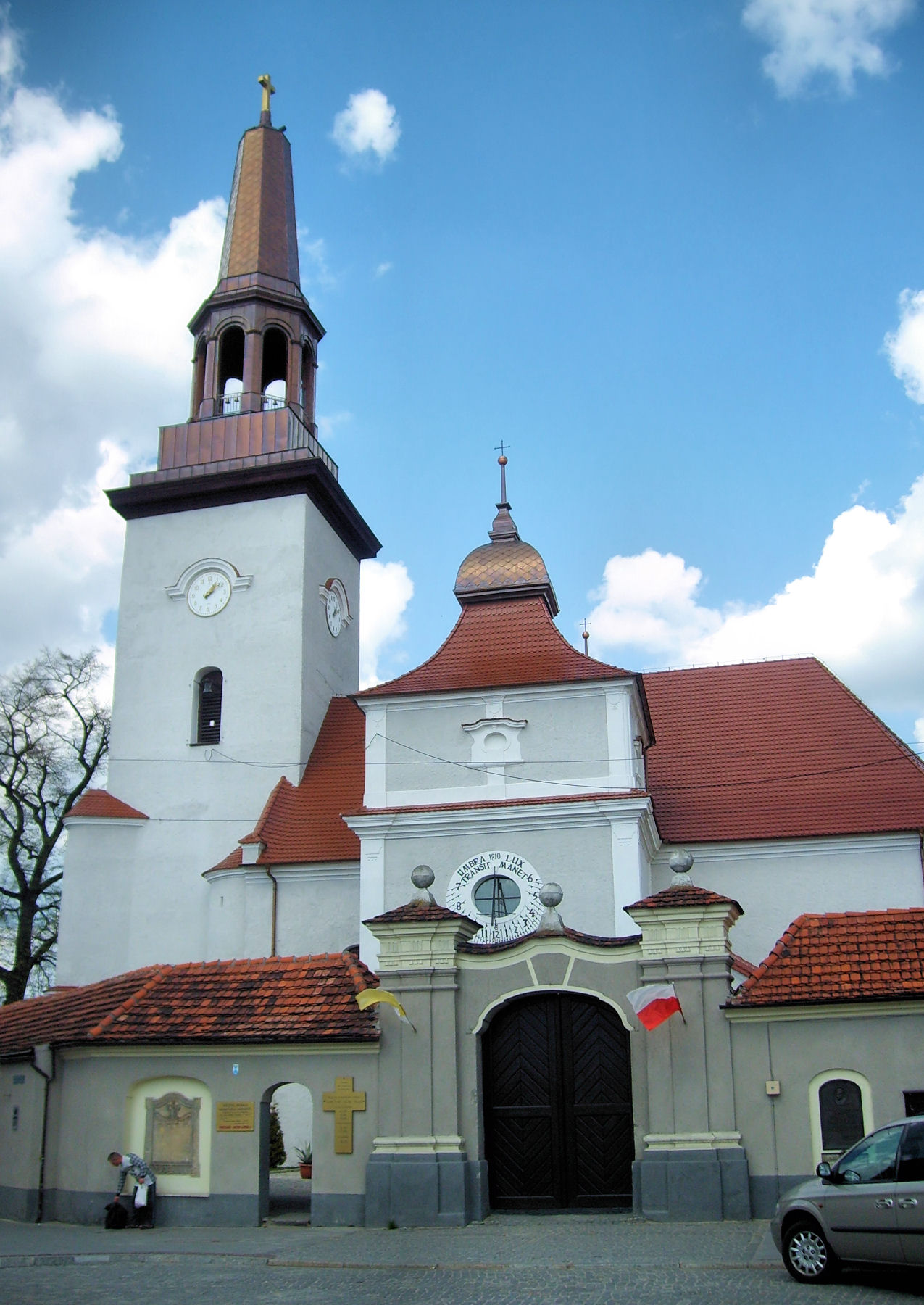
聖馬丁教堂

## 文化
1980年代，亞羅欽因亞羅欽節而爆紅，這是東方集團國家第一個搖滾暨龐克音樂節，首次舉辦於1980年。

## 名人
- 伊丽莎白·施瓦茨科普夫：著名女高音

## 外部連結
- 亞羅欽鎮公所官方網站（页面存档备份，存于） （波兰語）

51°58′N 17°30′E / 51.967°N 17.500°E